# Anton Julius Fransson
Anton Julius Fransson, född den 12 december 1897 i Hensmåla i Södra Sandsjö socken, död 18 september 1982 på Tingsryds åldringscenter, var en svensk journalist.

## Uppväxt och ungdomsår[3]
Fransson växte upp på torpet Lunden under Hensmåla Västergård, som hans farfar odlat upp. Fadern Frans August Carlsson var förutom dagsverkestorpare, slöjdare och lantbrevbärare. Vid 19 års ålder 1916 brukade Anton Julius Fransson Kampingemåla Västergård 1/32 mantal och hela familjen flyttade dit, föräldrar och farfar.. Gården var ett för tiden normalt småbruk med några kor, ungdjur och smådjur. Fransson drev gården samtidigt  med skogsarbete och byggnadsarbete. 1919- 1920 tog bildningsintresset över och han studerade på Brunnsviks folkhögskola. 1920 gifte han sig med Elisabeth Stenberg och lämnade Kampingemåla året efter. Under några år försörjde han sig som hälftenbrukare på Ugglekull i Urshult. 1923 började han sin journalistkarriär.

## Journalist[4]
Anton Julius Franssons första uppdrag blev som medarbetare, volontär på Ljungbytidningen, Smålänningen. 1923. 1924 blev han lokalredaktör för Hallandsposten i Ljungby. Något år senare var han lokalredaktör för Nya Växjöbladet i Tingsryd, innan han 1928 blev lokalredaktör för Nya Växjöbladet i Alvesta där han stannade till 1931, då han blev redaktionssekreterare på Karlshamnstidningen. Karlshamns Tidning var en tidigare frisinnad tidning som inköpts av bonderörelsen. Tidnings ekonomi var dålig och den lades ner 1933. 1933 till 1942 var Fransson sedan redaktionssekreterare på Hallands Nyheter i Falkenberg.. På Hallands Nyheter tryckeri trycktes också Svenska Landsbygdens Ungdomsförbunds tidning SLU-bladet. Även i den tidningen medverkade Fransson regelbundet.1942 blev han chefredaktör för Nya Växjöbladet i Växjö. Han stannade bara till 1945 då han blev chefredaktör för RLF-tidningen och han flyttade då till Danderyd, Stockholm. Han stannade bara  i två år på RLF-tidningen. Tidningen var fackligt inriktad och det trivdes inte Fransson så bra med. 1947 blev han chef för dåvarande Bondeförbundets presstjänst.  1954 blev han också redaktör för partitidningen Svensk politik. Anton Julius Fransson var ofta gäst på riksdagsläktaren och hans riksdagsreferat förekom ofta i svensk bondeförbundspress. Under Stockholmstiden bodde han hela tiden i Danderyd. 1962 då han pensionerades flyttade han tillbaka till hembygden. Hemorten blev en villa i Dångebo i Södra Sandsjö.

## Hembygdsarbete[7]
Återkommen till hembygden engagerade sig Anton Julius Fransson i Södra Sandsjö hembygdsförening. Han arbetade för att förverkliga en hembygdsbok och 1966 publicerades första årgången av Sandsjöboken. Anton Julius Fransson var redaktör för de första sju årsböckerna i föreningen. Hans artiklar i hembygdsboken tas upp nedan. Han största insats i hembygdsförening var en torp och backstugeinventering i hela församlingen. Det var ett stort arbete att inventera, lokalisera, skildra, dokumentera och märka ut alla dessa ofta försvunna byggnader. Södra Sandsjös torpinventering väckte stor uppmärksamhet även nationellt. Ett tredje område som engagerade Anton Julius Fransson var hembygdsgårdens samlingar, som han deltog i uppmärkning och katalogiserande av dessa. Särskilt intresserade han sig för lantbruksredskapen i samlingarna. För sina insatser fick Anton Julis Fransson 1971 mottaga Hyltén Cavalliusmedaljen i silver av Kronobergs hembygdsförbund..1974 blev han Tingsryds kommuns kulturstipendiat. Fransson ligger begravd på Tingsås kyrkogård tillsammans med sin fru.

## Publikationer
- Farfar (skriven 1919 i Kampingemåla, publicerad i Sandsjöboken 1993-1994).
- Studiecirkelns idé. JUF-bladet årgång 3 nr 5 1923.
- Sveriges jordbruksapostel : P J Rösiö Blekinges store och ryktbare son. SLU-bladet 1935:5 och 1935:6
- Amatörteatern i folkbildningens tjänst - några reflektioner om pjäsval. SLU-bladet 1936:1
- Bygdegården- Centrum för det pågående nydaningsarbetet bland jordbrukets folk. SLU-bladet 1936:7
- Plats för personlighetsdaningen i folkbildningsarbetet. SLU-bladet 1937:25.
- Sanering inom amatörteatern. SLU-bladet 1938:3.
- Landsbygdens samlingslokaler svårt skuldtyngda. SLU-bladet 1938:12.
- Husvilla föreningar. SLU-bladet 1939:24
- Allmänna samlingslokaler. Tidskrift för Sveriges ungdomsledare 1940
- Besök på Förarm. Anton Julius Fransson i Nya Växjöbladet 1943. Nytryckt i Urshults krönika 2015.
- Tingsryds marknad under Oxåldern i Tingsås hembygdsförenings årsbok 1961.
- När sillatåget gick genom Tingsryd i Tingsås hembygdsförenings årsbok 1965.
- Torp och backstugor i Södra Sandsjö - inventering utförd av en studiecirkel.  Materialet sammanställt av Anton-Julius Fransson.  1966 redovisas följande byar: Hensmåla      Västregård, Hensmåla Östregård, Henstorp, Grönvik, Siggamåla, Blötan Storegård och Blötan Lillegård.
- Torp och backstugor I Södra Sandsjö.  1967 redovisas följande byar: Holmahult Östregård, Holmahult Snickaregård, Holmahult Norregård och Holmahult Södregård.
- Ett torpkontrakt från 1846 av Anton-Julius Fransson. Sandsjöboken 1967.
- Södra Sandsjö under nödåren 1868-1869 Sandsjöboken 1969.
- Torp och backstugor i Södra Sandsjö. 1969 redovisas följande byar: Idemåla, Nygård, Nygårdstorp, Perstorp, Veramåla Norregård och Veramåla Södregård.

- Södra Sandsjö under hundra år - Sandsjöboken 1970 : Av Anton Julius Fransson. Utgiven i Södra Sandsjö kommun i samarbete med Södra Sandsjö hembygdsförening. Smålandspostens tryckeri, Växjö 1971. Kommunhistorik över Södra Sandsjö landskommun.
- Torp och backstugor I Södra Sandsjö. 1971 redovisas följande byar: Örmo, Kampingemåla, Dångebo Norregård och Dångemåla.
- Torparprotester I Södra Sandsjö 1837 mot stoldelningen i kyrkan av Anton Julius Fransson 1972,
- Horkeneryds gård. Sandsjöboken 1972
- Torp och backstugor l Södra Sandsjö. I 1972 års bok redovisas följande byar: Dångebo Södregård och Horkoneryd.
- Gamla begravningsseder i Södra Sandsjö Sandsjöboken 1973
- Torp och backstugor I Södra Sandsjö. 1973 redovisas följande byar: Dångebo Mellangård och Aritsbomåla.
- Carl Gustaf Stockhaus, Den siste färgaren I S. Sandsjö. Sandsjöboken 1973.
- Stava Lundblad i Dångebo, En mångsidigt verksam kvinna. Sandsjöboken 1973.
- Lars Perssons i Högebomåla prisbelönta ria. Sandsjöboken 1974.
- En rallares självbiografi. Sandsjöboken 1974.
- Torp och backstugor i Södra Sandsjö. 1974 redovisas följande byar: Tattamåla Storegård, Tattamåla Lillegård, Hallatorp, Damkulla, Gropanäs, Rössmåla, Snedingsmåla, Svartsjöräs, Knutsmåla, Bubbemåla och Gubbsmåla.
- Torpare, backstugesittare och soldater - Sandsjöboken 1975. Avslutande artikel av Anton Julius Fransson om Torpinventeringen i Södra Sandsjö.
- Elof  Sjöblom - Soldat och bonde. Sandsjöboken 1975
- Torp och backstugor I Södra Sandsjö.  1975 redovisas följande byar: Högebo, Högebomåla, Bungamåla, Böket Östregård, Böket Mellangård, Böket Norregård, Genesmåla, Getamåla, Hemmingsmåla, Strömmarna och Strömmamåla.
- Register 1. Över torp och backstugor I Södra Sandsjö -  Efter fastighetstillhörighet.
- Register 2. Över torp och backstugor I Södra Sandsjö.
- Logen Nils Dacke av IOGT. Sandsjöboken 1976.
- Hensmåla - by i förvandling - Anton Julius Franssons sista artikel för Sandsjöboken 1977-1978. Franssons sammanfattande historik över barndomsbyn.

### Fotnoter
1. ↑  Sveriges dödbok 1860-2017 utgiven av Sveriges Släktforskarförbund.
2. ↑  Begravda i Sverige 2 Sveriges släktforskarförbund
3. ↑  Sjöstrand, Gösta (1983-1984). ”Anton Julius Fransson - ett minnesporträtt”. Sandsjöboken. sid. 5-8. Läst 30 september 2019
4. ↑  ”Publicistklubbens porträttmatrikel 1936”. Runeberg.org. https://runeberg.org/pk/1936/0184.html. Läst 30 september 2019.
5. ↑  ”Rockprinsen gör debut på hemmaplan efter 26 år”. Hallands Nyheter. https://www.hn.se/rockprinsen-gör-debut-på-hemmaplan-efter-26-år-1.1806576. Läst 30 september 2019.
6. ↑  ”Svensk politik”. Kungliga biblioteket : Libris. http://libris.kb.se/bib/3679773?vw=full. Läst 1 november 2019.
7. ↑  Tornehed, Stig (1993-1994). ”Torparsonen Anton Julius Fransson, en av "skrivaregänget i Kronobergskrokarna".”. Sandsjöboken. sid. 24-34. Läst 30 september 2019
8. ↑  ”Hyltén Cavallius medalj”. Kronobergs läns hembygdsförbund. https://www.hembygd.se/kronoberg/page/23082. Läst 30 september 2019.